# Plage de Tayaki

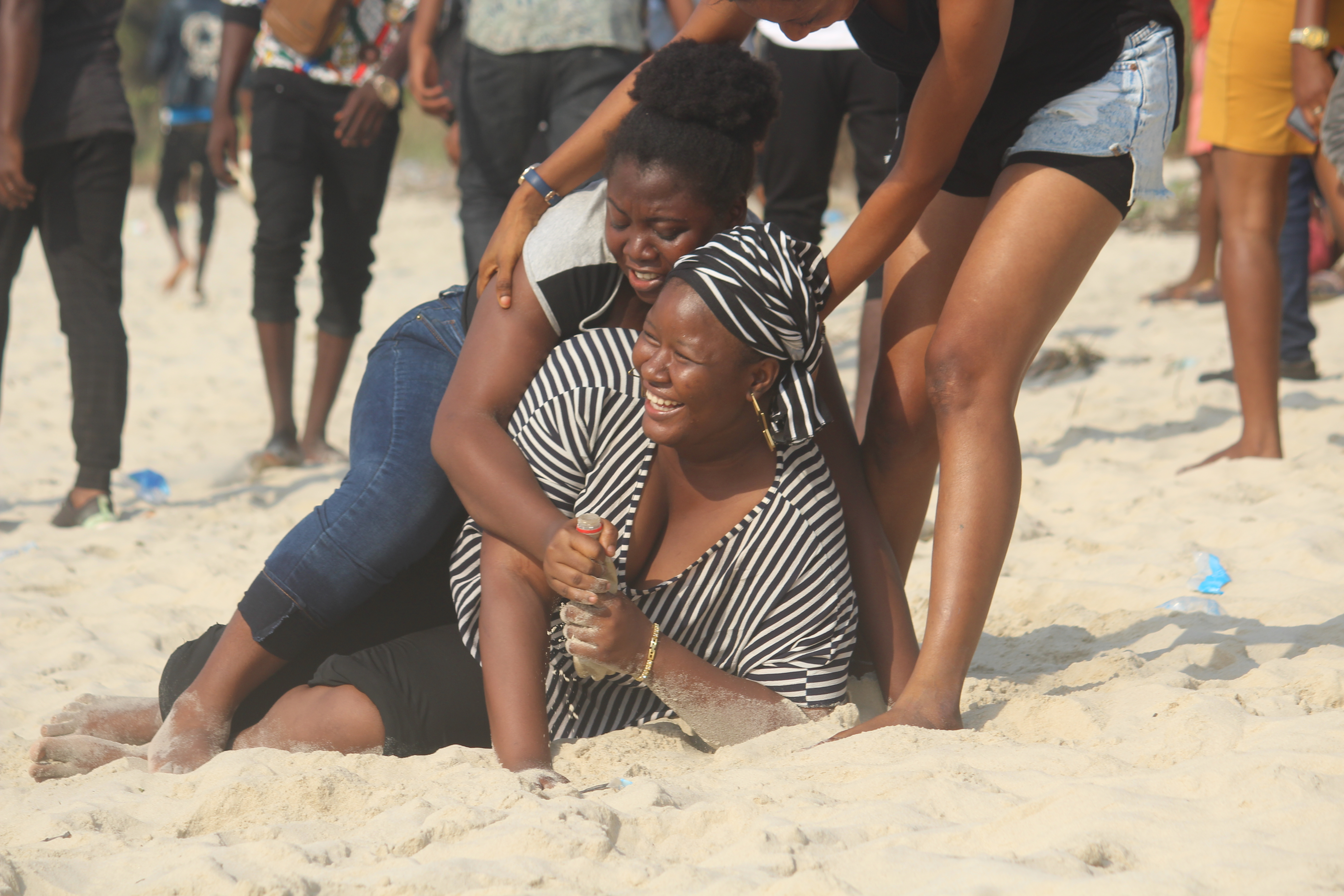
Jeux des femmes lors d'une excursion à Tayaki

La plage de Tayaki est une plage de sable de Guinée située au nord de Conakry,.

## Géographie
La plage de Tayaki situe dans la commune de Ratoma, qui fait partie de la capitale Conakry.
On y accède par la voie maritime et terrestre en 20 minute, soit par pirogue, soit par moto et par-dessus à pied à 30 minute au large de Conakry.

## Fréquentation
La plage permet d'organiser des sorties en famille et est aussi le lieu de fêtes nationales et de commémoration et des excursions de touristes, élèves et étudiants guinéens,.

## Galerie

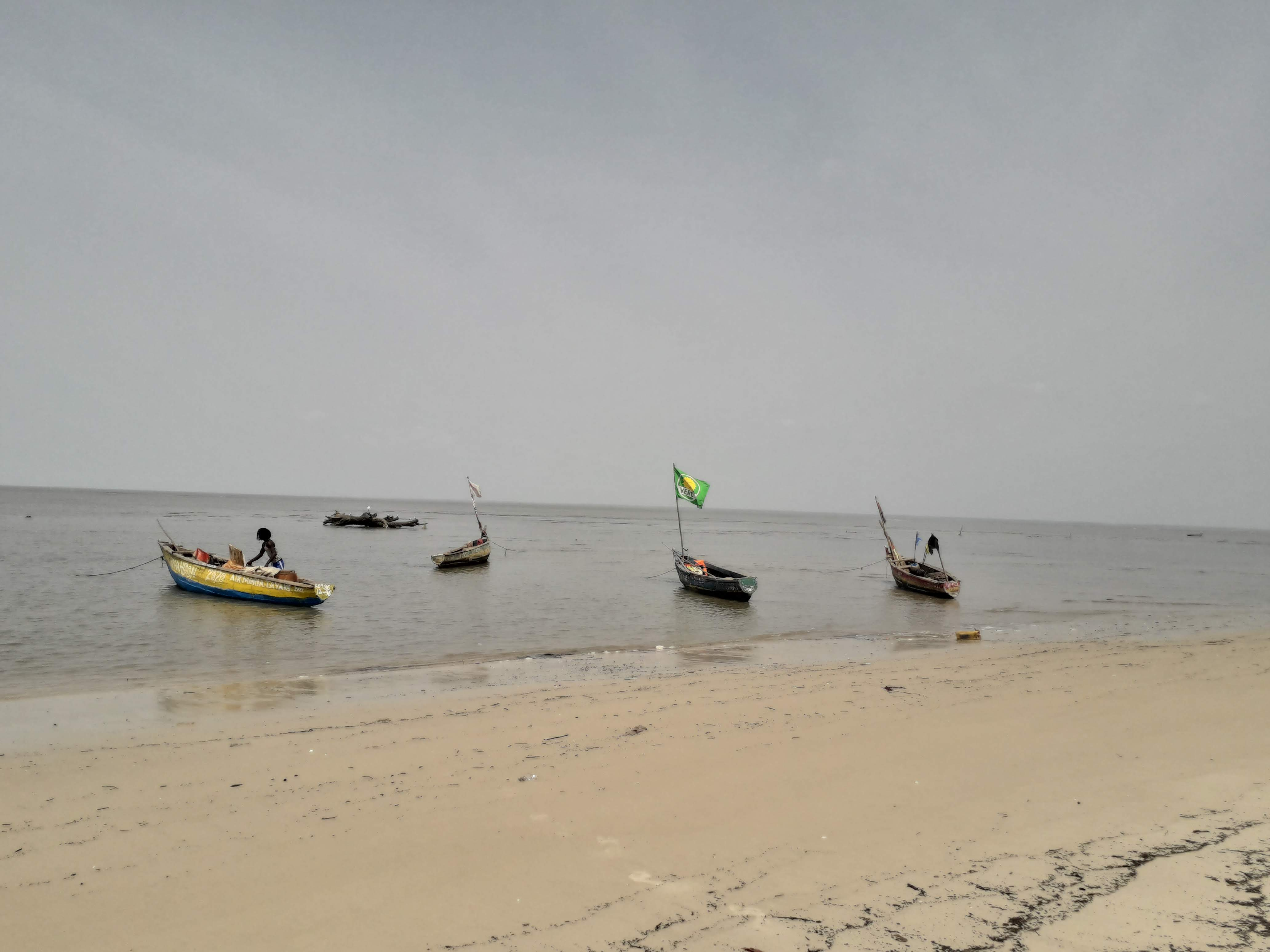
Débarcadère sur la plage.
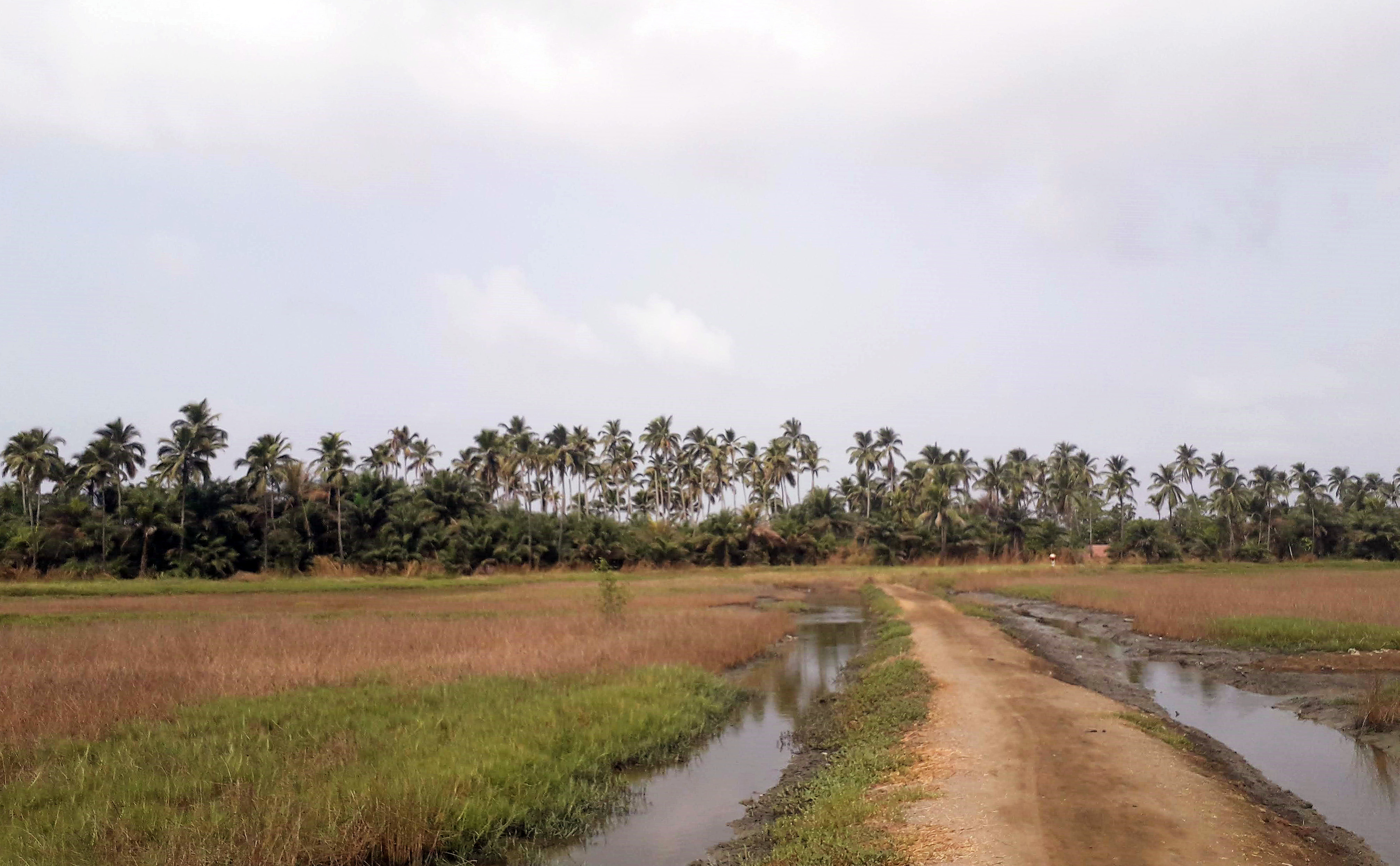
Route des motos.
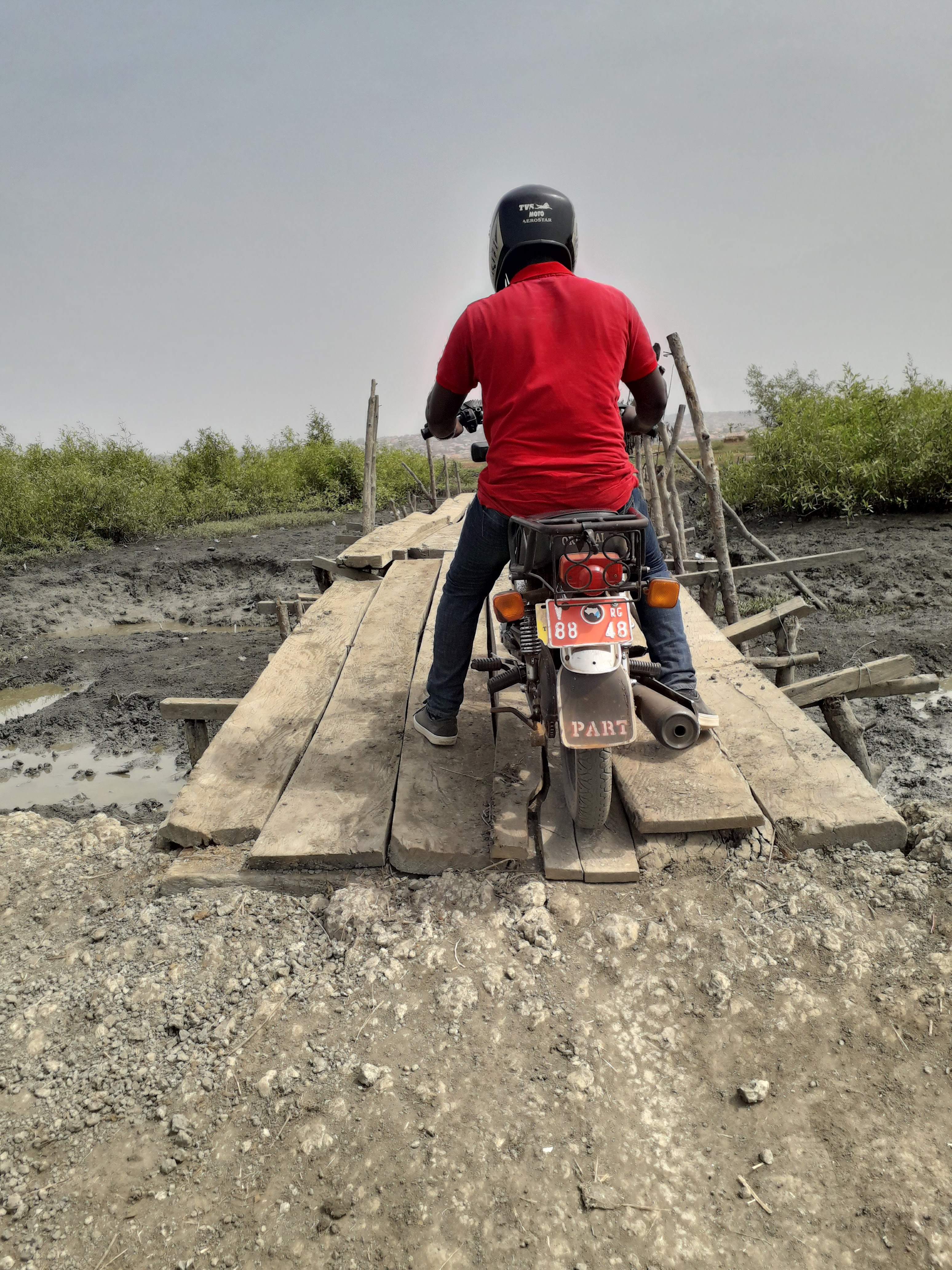
Moto en direction de la plage.
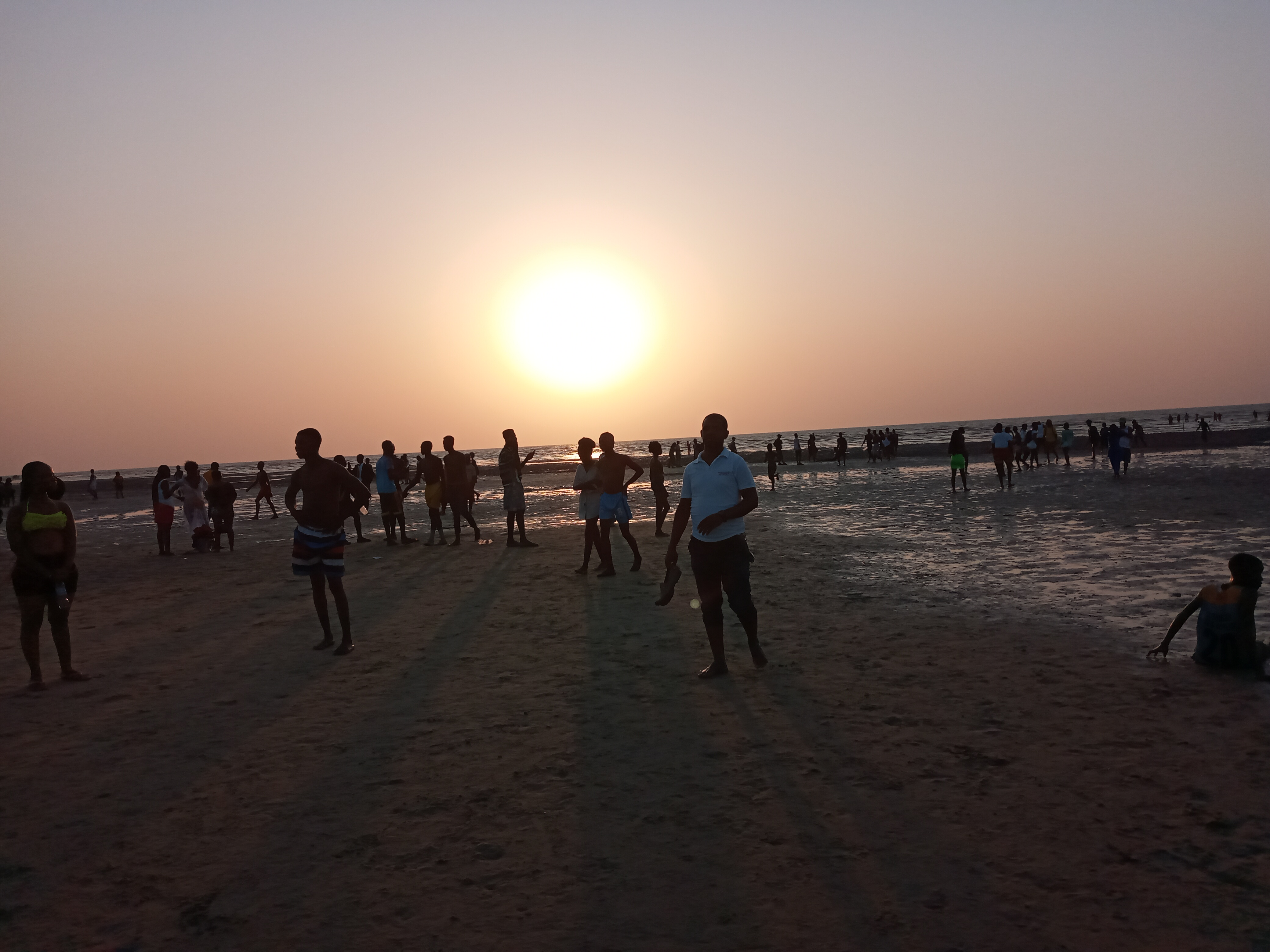
Couche de soleil à Tayaki.
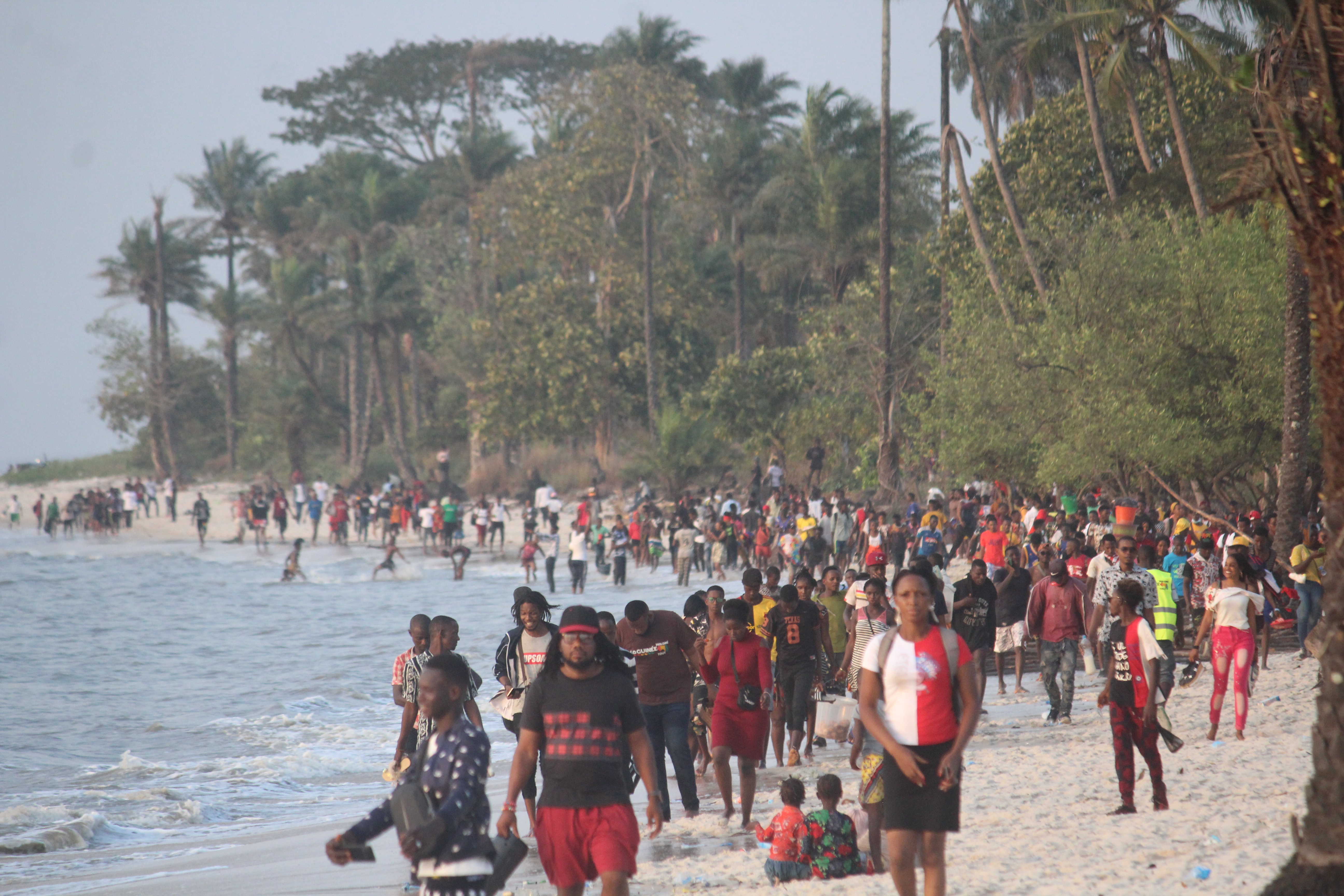
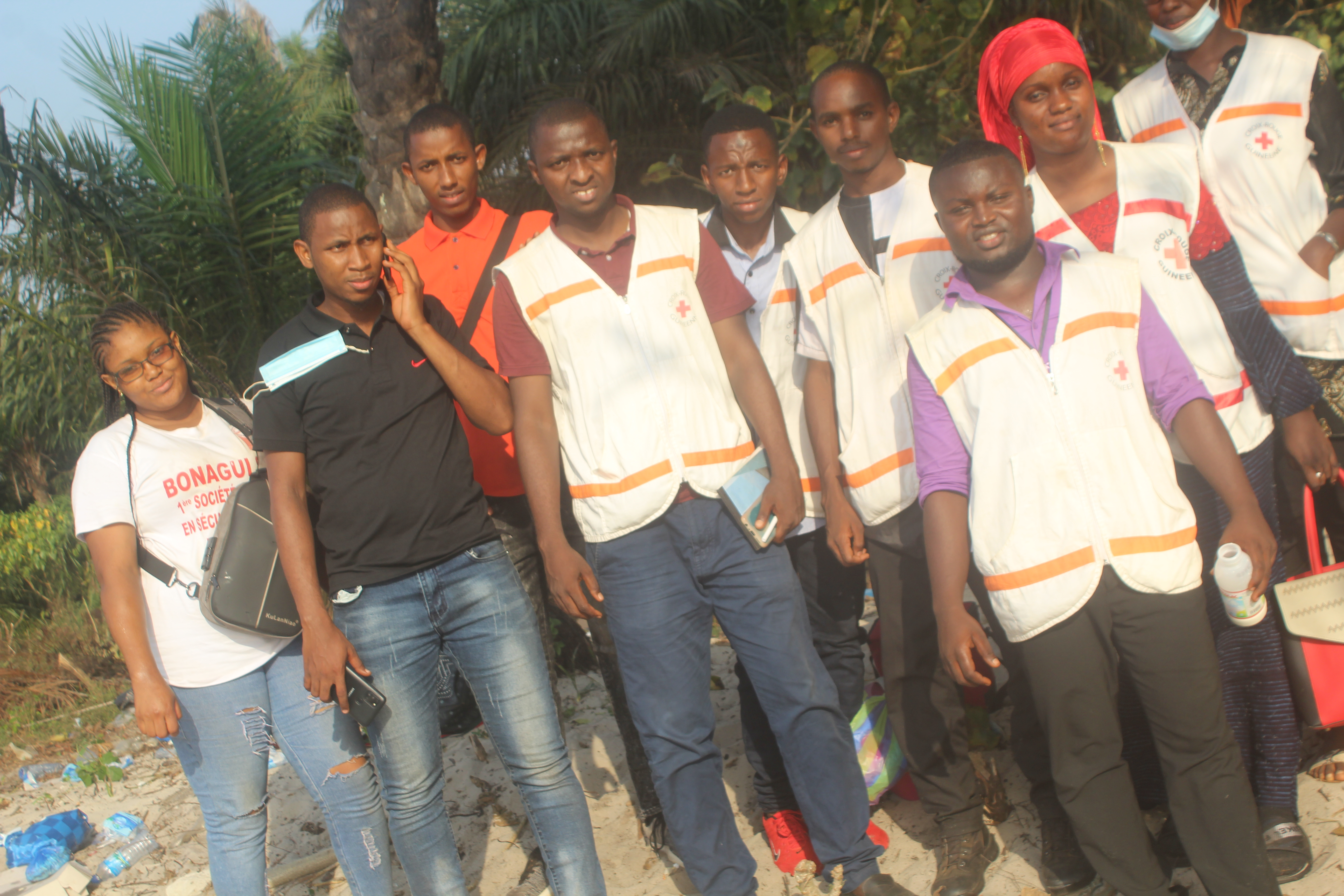
Equipe de croix rouge lors dune excursion